# Bodhisattva-Gelübde
Das Bodhisattva-Gelübde (auch: Vier bedeutsame Gelübde) ist ein häufig rezitierter Text im chinesischen und japanischen Buddhismus, insbesondere im Zen. Im tibetischen Buddhismus ist das Bodhisattva-Gelübde Grundlage für die Mahayana-Praxis. Es ist Ausdruck und Bestärkung des Bodhisattva-Geistes (bodhicitta) und motiviert zur täglichen Praxis von Mitgefühl und Weisheit, zur praktischen Umsetzung im Alltag zum Wohle aller fühlenden Wesen.

## Überlieferung der Gelübde
Die Bodhisattva-Gelübde wurden über die letzten Jahrtausende hinweg größtenteils mündlich, teils aber auch schriftlich, von buddhistischen Meistern an ihre Schüler übermittelt und zur Verbreitung auch an andere buddhistische Schulen und Klöster weitergeleitet.
Das Gelübde wird in der Regel in einem rituellen Rahmen abgelegt, der von einem Meister, hochrangigen Mönch, Lehrer oder Guru beaufsichtigt wird.

## Bodhisattva-Gelübde im chinesisch-japanischen Mahayana
| Sino-japanisch | Deutsch | Chinesisch (Pinyin) | Chinesisch (Langzeichen)                                             |
| --- | --- | --- | -------------------------------------------------------------------- |
| Shi gu sei gan Shu jo mu hen sei gan do Bon no mu jin sei gan dan Ho mon mu ryo sei gan gaku Butsu do mu jo sei gan jo | Die Vier Großen Gelübde Die Zahl der Wesen ist unendlich; ich gelobe, sie alle zu erlösen Gier, Hass und Unwissenheit entstehen unaufhörlich; ich gelobe, sie zu überwinden Die Tore des Dharma sind zahllos; ich gelobe, sie alle zu durchschreiten Der Weg des Buddha ist unvergleichlich; ich gelobe, ihn zu verwirklichen | Sì hóngshìyuàn Zhòngshēng wúbiān shìyuàn dù Fánnǎo wújìn shìyuàn duàn Fǎmén wúliàng shìyuàn xué Fódào wúshàng shìyuàn chéng | 四弘誓願 眾生無邊誓願度 煩惱無盡誓願斷 法門無量誓願學 佛道無上誓願成 |

## Die Gelübde des Amitābha
Die 48 Gelübde des Amitabha bilden die Grundlage des Amitabha-Buddhismus. Gemäß der Überlieferung verließ ein König nach dem Hören der Lehre des Buddha seinen Thron. Unter dem Namen Dharmakara wurde er Mönch. Er legte 48 Gelübde ab und wurde zum Buddha Amitābha. Im Vertrauen auf seine Gelübde gelangen alle, die das Nirvana aus eigener Kraft nicht erreichen können, ins Reine Land des Buddha Amitābha. Es genügt, seinen Namen vertrauensvoll zu rufen (Nembutsu).

## Gelübde der Bodhisattvas im Mahayana
Das hier aufgeführte Bodhisattva-Gelübde der Kalachakra Schule mit 18 Hauptgelübden und 46 Nebengelübden umfasst in erster Linie, das Versprechen, alles zu tun, um die fühlenden Wesen aus dem Kreislauf bedingten Seins (Samsara) zu befreien. Die Motivation ist bei diesem Gelübde weit entscheidender als das Einhalten konkreter Regeln, weswegen Gampopa in seinem Grundlagenwerk Der kostbare Schmuck der Befreiung sogar gänzlich darauf verzichtet, die unten aufgeführten Haupt- und Nebengelübde aufzuzählen. Das Bodhisattva-Gelübde wird in zwei Traditionen weitergegeben: Der Linie des Tiefgründigen Weges (Nagarjuna) und die Linie des Weiten Weges (Asanga). Das Mahayana kennt eine detaillierte Aufzählung von Handlungen, die aufgrund ihrer unheilsamen Wirkungen von einem Bodhisattva aufgegeben werden.

### Die 18 Hauptgelübde des Bodhisattva
Folgende Handlungen sind aufzugeben:
1. Dich selbst loben und andere herabsetzen, weil du daran anhaftest, Gaben zu empfangen, als Lehrer geehrt und geachtet zu werden und im Allgemeinen auf Gewinn aus bist.
2. Denen, die leiden und ohne Beschützer sind, keine materielle Hilfe zukommen lassen und ihnen nicht den Dharma lehren, weil du geizig bist und Wissen nur für dich allein anhäufen willst.
3. Nicht zuhören, wenn jemand, der dich früher beleidigt hat, seinen Fehler zugibt und um Verzeihung bittet und gegen diesen einen Groll hegen.
4. Die Belehrungen des Buddha verurteilen und falsche Anschauungen haben.
5. Sich Gaben an die Drei Juwelen der Zuflucht durch Hinterlist, Raub oder üble Machenschaften aneignen.
6. Die drei Lehrkörbe (Skt. Tripitaka) verachten und behaupten, dass diese Texte nicht Lehren des Buddha seien.
7. Mönche aus dem Kloster oder der Mönchsgemeinschaft (Skt. Sangha) ausschließen, auch wenn sie ihre Gelübde gebrochen haben, weil man ihnen nicht vergibt.
8. Eines der fünf abscheulichen Verbrechen begehen: die Mutter, den Vater oder einen Arhat töten, mutwillig das Blut eines Buddhas vergießen, Zwietracht in der Mönchsgemeinschaft (Skt. Sangha) säen, indem man abweichende, falsche Ansichten unterstützt und verbreitet.
9. Anschauungen hegen, die mit den Belehrungen des Buddhas im Widerspruch stehen, wie Sektierertum, Unglaube in Bezug auf die Drei Juwelen der Zuflucht, das Gesetz von Ursache und Resultat usw.
10. Einen Ort vollständig durch Feuer, Bomben, Verunreinigung oder schwarze Magie zerstören.
11. Die Leerheit (Skt. Sunyata) denen lehren, die noch nicht bereit sind, sie zu verstehen.
12. Menschen davon abhalten, nach der vollständigen Erleuchtung der Buddhaschaft zu streben und sie ermutigen, nur ihre eigene Befreiung vom Leiden anzustreben.
13. Menschen ermutigen, die Gelübde der moralischen Disziplin, die sie abgelegt haben, aufzugeben.
14. Andere dazu bringen, deine eignen falschen Ansichten über das Hinayana, die du vielleicht hast, zu teilen sowie die Belehrungen des Hinayana herabzusetzen und sagen, dass seine Praxis nicht zum Nirvana führt.
15. Den Dharma ausüben, unterstützen oder lehren mit dem Ziel, finanziellen Profit und Ruhm zu gewinnen, währenddem man von den eigenen Motiven sagt, sie seien rein, und behauptet, dass einzig andere den Dharma aus solch niedriger Gesinnung heraus praktizieren.
16. Obwohl du vielleicht wenig oder kein Verständnis der Leerheit hast, anderen sagen, dass sie genau so groß und innerlich realisiert würden wie du, wenn sie ein ebenso tiefes Verständnis wie du erlangen.
17. Von anderen Geschenke annehmen und andere ermutigen, dir Dinge zu geben, die ursprünglich als Gaben für die Drei Juwelen der Zuflucht gedacht waren.
18. Etwas von den Mönchen wegnehmen, die sich in Meditation üben, und es denen geben, die bloß Texte rezitieren.

Gemäß Asanga sind die ersten vier der 18 Hauptgelübde die vier „Ursachen der Niederlage“, ähnlich wie die Vier Wurzelfehltritte des Pratimokhsha. Der Verlust der Bodhisattva-Gelübde tritt aber erst bei heftiger Verwicklung in ein solches Verhalten ein: Das heißt, wenn der Fehler unbereut bleibt; regelmäßig angewandt wird; der Bodhisattva dabei ohne Schamgefühl oder Verlegenheit ist; dies mit Freude und Befriedigung ausübt mit der Überzeugung, dass dieses Verhalten gut sei.
Die zweite Ursache für den Verlust der Bodhisattva-Gelübde ist die vollständige Aufgabe des Wunsches nach voller Erleuchtung. Bewahrt er die Ethik diesbezüglich, hält er die Bodhisattva-Gelübde auch in den folgenden Leben, selbst wenn er sich nicht an sie erinnert. Im Gegensatz zu den Pratimokhsha-Regeln können die Bodhisattva-Gelübde aber auch in derselben Lebenszeit – auch nach vollständigem Verlust – wiederaufgenommen werden.

### Die 46 Nebengelübde des Aufgebens folgender Handlungen
1. Es unterlassen, täglich den Drei Juwelen der Zuflucht mit Körper, Rede und Geist Opfergaben anzubieten, indem man die Niederwerfungen ausübt, Lobpreisungen darbringt und ihre guten Eigenschaften betrachtet, um Glaube und Vertrauen in sie zu entwickeln.
2. Dem Wunsch nachgeben, aus Unzufriedenheit heraus Dinge besitzen und festhalten zu wollen.
3. Ältere Mönchen gegenüber, die vielleicht Bodhisattvas sind, keinen Respekt entgegenbringen.
4. Fragen, die du beantworten kannst, nicht beantworten.
5. Aus folgenden Gründen Einladungen nicht annehmen:
  - Aus Wut, mit der Absicht, den anderen zu verletzen;
  - Aus Stolz, indem du denkst, du seist zu hochstehend, um mit geringeren Leuten zusammenzukommen;
  - Aus Eifersucht, wobei du denkst, höher stehende Leute werden auf dich herabschauen, wenn du mit geringeren Leuten gesehen wirst.
6. Aus Wut, Stolz oder Eifersucht Geldgeschenke usw. von anderen nicht annehmen.
7. Denen den Dharma nicht lehren, die den Wunsch haben, ihn zu lernen.
8. Diejenigen, die die Disziplin der moralischen Selbstkontrolle gebrochen haben, abweisen, ihnen nicht vergeben und nicht beistehen.
9. Jemanden eine bestimmte Dharmalehre nicht lehren, die er/sie zu lernen wünscht und die du fähig bist zu lehren, die aber nicht zu deiner persönlichen Praxis und zu deinem persönlichen Interessensbereich gehört.
10. Nicht eine der sieben schlechten Handlungen von Körper und Rede mit einer Bodhicitta-Motivation ausüben, wenn es von den Umständen her als notwendig erscheint, indem man sagt, dass ein solches Handeln gegen die versprochenen Regeln des moralischen Verhaltens verstoßen würde.
11. Nicht eine der schlechten Handlungen von Körper und Rede mit einer Bodhicitta-Motivation ausüben, wenn es von den Umständen her als notwendig erscheint, weil man zu wenig Mitgefühl hat.
12. Von anderen etwas annehmen, das sie sich durch eine der fünf verkehrten Formen des Lebenserwerbes angeeignet haben, nämlich durch Schmeicheln, Erpressung, Hinterlist, Bestechung oder Betrug.
13. Vornehmlich an unbedeutenden Handlungen interessiert sein wie Unterhaltung, Sportveranstaltungen, Trinken, Blödeleien usw., Tätigkeiten, die deinen Geist zerstreuen und zu grenzenloser Zeitverschwendung führen, währenddem du diese Zeit aufbauend für Dharma-Praxis verwenden könntest.
14. Die Einstellung haben, nur für dich alleine aus dem Kreislauf der Existenzen (Samsara) entrinnen zu wollen.
15. Diese Bodhicitta-Gelübde nicht einhalten, weil du befürchtest, dadurch unpopulär zu werden.
16. Wenn du auf Grund von geistiger Unreinheit eines der Gelübde gebrochen hast, die positiven Gegenmittel, die dir angeben wurden, nicht ausüben.
17. Immer noch bei der Ausübung von heilsamen Handlungen wütend werden und zurückgeben, wenn du geschlagen, gescholten, mit Schimpfnamen gerufen und zum Gegenstand der Wut gemacht wirst.
18. Es vernachlässigen, denen zu helfen, die wütend auf dich sind.
19. Die Entschuldigungen von jemanden nicht annehmen, der zugibt, dir Unrecht getan zu haben.
20. Gefühlen der Wut nachgeben und danach handeln.
21. Einen Kreis von Schülern und Nachfolgern um dich sammeln, mit dem Ziel Gewinn, Lob, Liebe und Sicherheit von ihnen zu erhalten.
22. Die Hindernisse der Trägheit, des Aufschiebens, der Vorstellung, unfähig zu sein, und der Verschwendung von Zeit und Energie auf triviale weltliche (samsarische) Dinge nicht zu überwinden.
23. Sich leichtsinniger Rede und Klatsch über Sex, alkoholische Getränke, Drogen, Sektierertum usw. hingeben, weil du von diesen Dingen und dem Verlangen danach nicht loskommt.
24. Sich nicht anstrengen, die Methoden zu studieren, die zur Verwirklichung von einsgerichteter Konzentration führen.
25. Die Ablenkungen, die deine Meditation stören, nicht beseitigen.
26. Die freudvollen, guten Gefühle und andere Gewinne, die du aus der Meditation ziehst, als Selbstzweck ansehen und daran anhaften.
27. Es vernachlässigen, die Hinayana-Belehrungen zu studieren.
28. Sich einer anderen Methode der Praxis zuwenden, wenn du bereits eine wirksame Methode ausübst. Dies entspräche dem Auswechseln des Lehrers und Fahrzeugs auf halbem Wege, wenn du schon eine stabile und gewisse Richtung zur Erleuchtung eingeschlagen hast.
29. Alle Zeit und Energie darauf verwenden, nicht-buddhistische Lehren zu studieren, was zwar erlaubt und sogar nützlich dafür ist, andere zu verstehen und ihnen zu helfen, aber nicht soweit verfolgt werden soll, dass dadurch das Studium des Dharma vernachlässigt würde.
30. Beim bloßen Lesen von nicht-buddhistischen Lehren diese vorziehen und sich an diese anhaften.
31. Die Mahayana-Belehrungen verwerfen.
32. Allgemein dich selber loben und andere herabsetzen aus Hochmut und Wut.
33. Nicht an religiösen Unterweisungen, Treffen, Andachten (Skt. Puja), Zeremonien usw. teilnehmen.
34. Deinen Guru verachten und seine Worte nicht befolgen.
35. Denen, die Hilfe brauchen, nicht helfen.
36. Dich nicht um kranke Personen kümmern.
37. Dich nicht dafür einsetzen, körperliches Leiden von anderen zu lindern.
38. Die Dharmalehren denen nicht geben, die sie nicht kennen und nur für innerweltliche Ziele arbeiten.
39. Die Güte, die andere dir erwiesen haben, nicht zurückzahlen.
40. Dich nicht dafür einsetzen, psychisches Leiden anderer zu lindern.
41. Armen und Bedürftigen keine materielle Hilfe zukommen lassen.
42. Dich nicht um die Schüler, Verwandten, Helfer und Freunde kümmern, indem du ihnen Belehrungen und materielle Hilfe gibst.
43. Die Dharmapraxis und heilsamen Handlungen von anderen nicht ermutigen und erstützen.
44. Solche, die Lob verdienen, nicht loben und ermutigen.
45. Diejenigen, die im Allgemeinen schädliche Handlungen ausüben und insbesondere diejenigen, die eine Bedrohung für den Dharma sind, nicht mit den Umständen entsprechenden Mitteln von ihren Handlungen abhalten.
46. Falls du übersinnliche Kräfte hast, diese, wenn sie benötigt werden, nicht anwenden.

Es gibt vier Einstellungen, die vorhanden sein müssen, damit ein Gelübde vollständig gebrochen wird. Die erste Einstellung beinhaltet, dass du das, was du getan hast, nicht als Fehler ansiehst. Die zweite Einstellung äußert sich darin, das du den Gedanken, diese Handlung zu wiederholen, nicht aufgibst. Auf Grund der dritten Einstellung freust du dich und bist glücklich über das, was du getan hast.
Die vierte Einstellung beinhaltet, dass du schamlos und rücksichtslos bist und dich nicht um die Folgen deiner Handlung für dich selber und andere kümmerst. Wenn du eines dieser Bodhicitta-Gelübde brichst, musst du die vier Gegenkräfte anwenden, wobei du deine früheren unheilsamen Handlungen offen zugibst, um zu verhindern, dass du die schwarzen karmischen Folgen dieser Handlungen erleiden musst. Dann wird es notwendig sein, die Bodhicitta-Gelübde im Rahmen einer geeigneten Zeremonie zu erneuern.
Diese Gelübde werden von einem Bodhisattva zusammen mit den 6 Vollkommenheiten, oder Paramitas, praktiziert. Die Handlungen 1–7 werden aufgegeben, da sie die Vollkommenheit des Gebens oder Freigiebigkeit behindern. Die Handlungen 8–16 werden aufgegeben, da sie die Vollkommenheit der moralischen Disziplin oder Ethik behindern. Die Handlungen 17–20 werden aufgegeben, da sie die Vollkommenheit der Geduld behindern. Die Handlungen 21–23 werden aufgegeben, da sie die Vollkommenheit des Bemühens oder Eifers behindern. Die Handlungen 24–26 werden aufgegeben, da sie die Vollkommenheit der Konzentration oder geistigen Stabilisierung behindern. Die Handlungen 27–34 werden aufgegeben, da sie die Vollkommenheit der Weisheit behindern. Die Handlungen 35–46 werden aufgegeben, da sie die Vollkommenheit der moralischen Disziplin oder Ethik, anderen zu nutzen, behindern.

### Asangas Rat zu den Gelübden
In Asangas Urtext zur Mahayana Ethik ist folgendes zu finden:
Für alle Bodhisattva-Regeln gilt: Man ist relativ ohne Fehler, wenn der eigene Geist verzweifelt ist, man durch Gefühle des Leids schwer unter Druck ist oder die Bodhisattva-Ethik nicht genommen hat. Nichts im Bodhisattva-Weg ist von vorneherein ein Fehler.
Asanga zitiert Buddha: „Wisse, dass sich die Fehler eines Bodhisattvas am meisten aus Abneigung heraus entwickeln, nicht aus verlangender Anhaftung.“
Ist der Bodhisattva durch Liebe und Mitgefühl motiviert, ist alles die Handlung eines Bodhisattva – trägt er aber Hass in sich gegenüber den Wesen, kann er weder für sich noch für andere Gutes tun. Asanga summiert: Dies (Hass in sich zu haben) sei nicht die Übung eines Bodhisattvas; wenn er ihm folgt, wird der Bodhisattva tun, was er nicht tun sollte, und daraus kommt letztlich der Fehler in der Ethik.

## Die Gelübde des Ambedkar
Bei seiner Konversion zum Buddhismus 1956, mit der er den sogenannten Dalit-Buddhismus oder Neo-Buddhismus in Indien begründete, formulierte Bhimrao Ramji Ambedkar seine 22 Gelübde, die neben der Zuflucht zu den Drei Juwelen und den Fünf Sila zur verbindlichen Grundlage für alle Anhänger dieser Richtung gehören.